# Doordarshan
Doordarshan (em hindi: दूरदर्शन) é a empresa pública de televisão da Índia, integrada à emissora pública Prasar Bharati. Gerencia canais de televisão a nível nacional, regional e local em sinal aberto e plataformas de cabo e satélite, o que a torna uma das maiores redes de televisão do mundo.

## História
As emissões experimentais da Doordarshan começaram em 15 de setembro de 1959 na metrópole de Deli, com um pequeno transmissor de cobertura reduzida. Não houve programação diária até 1965, pela All India Radio. Em 1972, a cobertura foi estendida a Bombaim, Srinagar e Amritsar e, em 1975, atingiu sete cidades chegando a Calcutá, Madras e Lucknow. Naquela época, a oferta do canal era estritamente educacional e de atendimento ao público.
Com a separação do rádio e da televisão em 1976, o Ministério da Informação e Radiodifusão criou o grupo Doordarshan, e por seis anos a cobertura nacional foi aumentada com a instalação de novos transmissores. Em 1982, começaram as transmissões em rede nacional. Em 15 de agosto do mesmo ano, as transmissões em cores começaram com um discurso de Indira Gandhi e a abertura dos Jogos Asiáticos de 1982. Desde então, a Doordashan tem promovido a produção de séries, novelas, cinema e espaços regionais.
Embora tenha perdido boa parte de sua audiência com a chegada da televisão a cabo e via satélite, a Doordarshan continua sendo um dos canais mais importantes da Índia, e redirecionou sua oferta para essas plataformas. Em 17 de novembro de 2014 o canal principal foi relançado nacionalmente com a marca "DD National".

## Serviços

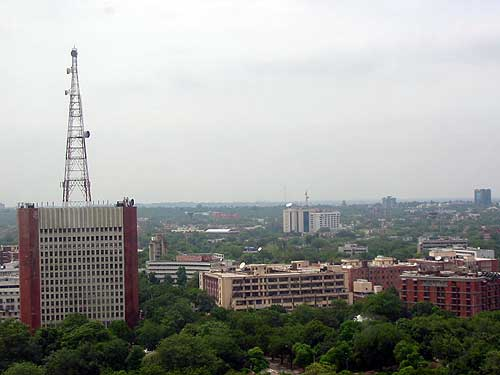
Sede da radiodifusão pública em Nova Deli.

Doordarshan opera 21 canais de televisão:
- Três canais nacionais em sinal aberto: DD National (generalista, 1959), DD Sports (esportes, 1998) e DD News (informativo, 2003).
- Onze canais em idiomas regionais.
- Dois sinais parlamentares: Rajya Sabha (câmara alta) e Lok Sabha (câmara baixa).
- Quatro canais estatais temáticos.
- O canal internacional DD India , disponível em mais de 140 países.

Além disso, a Doordarshan gerencia uma extensa rede de emissoras regionais e locais. DD National era até 1991 o único canal de televisão disponível na Índia.